# Lactarius subflammeus
Lactarius subflammeus, conocido comúnmente como níscalo anaranjado, es una especie de hongo de la familia Russulaceae. Los cuerpos fructíferos de colores brillantes, que son viscosos o pegajosos, tienen capuchones escarlata cuando son jóvenes que pronto se vuelven naranja brillante. El tallo -normalmente más largo que la anchura del sombrero- también es naranja brillante, pero las branquias son blanquecinas. El hongo segrega un látex blanquecino cuando se corta o se hiere. No es comestible.
La especie se encuentra en el oeste de Norteamérica a finales del verano y en otoño, y es especialmente común en el noroeste del Pacífico, donde crece en el suelo cerca de coníferas como el pino y el abeto.

## Taxonomía
La especie fue descrita por primera vez por Lexemuel Ray Hesler y Alexander H. Smith en su monografía de 1979 sobre las especies norteamericanas del género Lactarius, basada en especímenes recolectados en Pacific City, Oregón. Antes de esta descripción, la especie se había confundido frecuentemente en la literatura con L. aurantiacus. El epíteto específico subflammeus significa «color casi de llama». Está clasificada en la sección Russularia del subgénero Russularia de Lactarius. Las especies de este subgénero tienen cuerpos fructíferos de tamaño pequeño a mediano y frágiles.
Lactarius subflammeus se conoce comúnmente como «níscalo anaranjado».

## Descripción
El sombrero mide entre 3 y 7 cm de ancho, es convexo y se deprime ligeramente en el centro. El margen del sombrero está curvado hacia dentro y luego arqueado, con estrías translúcidas cortas (surcos) en la madurez. La superficie del sombrero es de viscosa a pegajosa, lisa, no zonada. Es escarlata cuando es joven, pero se vuelve naranja a naranja amarillento y más apagado cuando envejece. Las agallas están unidas al tallo de forma adnata (bien unidas) a decurrente (se extienden a lo largo del tallo); las agallas son moderadamente anchas, con un espaciado de cercano a subdistante (con espacios visibles entre las agallas). Son blanquecinas o de color similar al sombrero pero más pálidas. El tallo mide 4-9 cm (1+1⁄2-3+1⁄2 pulg.) de largo, 5-15 mm (1⁄4-1⁄2 pulg.) de grosor y es más grueso cerca de la base. La superficie lisa del tallo puede estar húmeda o seca dependiendo de la humedad del ambiente. Es hueco, frágil y de color como el sombrero.
La carne es fina, frágil, de color entre rosa pálido y anaranjado apagado. El olor de la seta no es característico y su sabor se vuelve acre lentamente. El látex es blanco y no cambia de color con la exposición continuada al aire. No mancha los tejidos y tiene un sabor acre. La huella de la espora es blanca. La especie se considera no comestible y no se recomienda su consumo.

### Características microscópicas

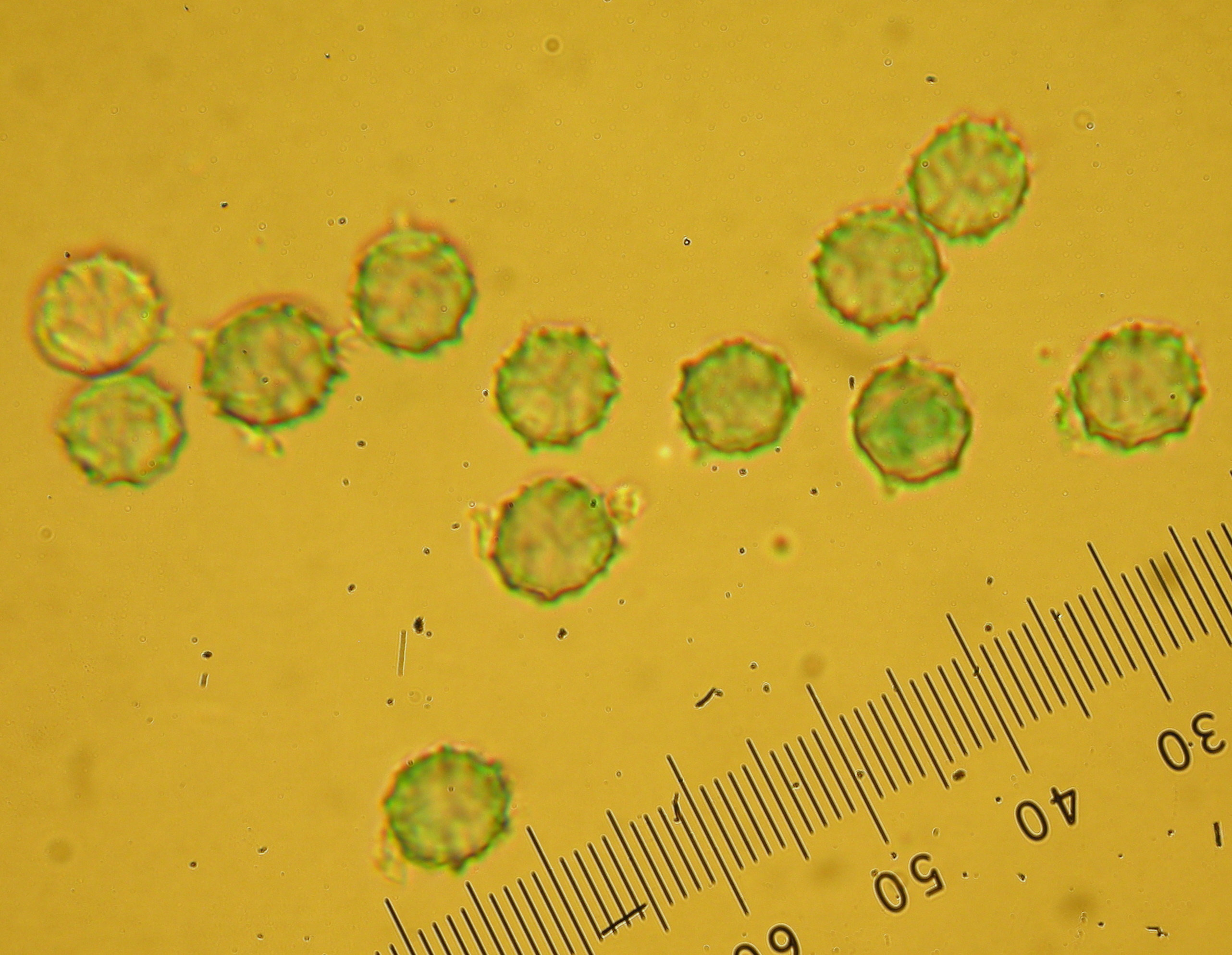
Las esporas son hialinas y están cubiertas de verrugas y crestas cortas.

Las esporas miden 7,5-9 por 6,5-7,5 μm y tienen forma elipsoide. Su superficie está ornamentada con verrugas y crestas cortas que no forman un retículo (una red de crestas elevadas en forma de red en la superficie), con crestas de hasta 1,0 μm de altura. Las esporas son hialinas (translúcidas) y amiloides; absorben yodo cuando se tiñen con el reactivo de Melzer. Los basidios (células que contienen esporas) tienen cuatro esporas y miden 42 por 9 μm. La cutícula del sombrero es un ixotricodermo modificado, lo que significa que las hifas están incrustadas en una capa viscosa o gelatinosa.

### Especies similares
Lactarius luculentus var. luculentus es similar en apariencia, pero tiene un capuchón y tallo de color ocre-marrón a ocre-marrón, carne de sabor ligeramente amargo antes de volverse lentamente acre, látex blanco de sabor suave a algo astringente y una impresión de esporas de color ocre. Lactarius luculentus var. laetus es otra especie parecida, pero puede distinguirse por un tallo de color naranja parduzco a naranja grisáceo y un látex de sabor suave.
Lactarius substriatus tiene látex blanco que cambia lentamente de color a amarillo, y L. subviscidus tiene una coloración general similar pero látex blanco que cambia a amarillo. La especie californiana L. cocosiolens tiene un sombrero pegajoso de color marrón anaranjado a caramelo. Tiene un sabor suave, látex abundante y, como sugiere su epíteto específico, huele a coco cuando está seca.

## Hábitat y distribución
Como todas las especies del género Lactarius, L. subflammeus es micorrícico y forma asociaciones mutualistas con los árboles. El hongo y la planta forman estructuras denominadas ectomicorrizas, una vaina especializada de hifas en la superficie de la raíz desde la que las hifas se extienden al suelo y a las células corticales externas de la raíz. Los cuerpos fructíferos de L. subflammeus crecen dispersos o agrupados bajo coníferas o en bosques mixtos de coníferas y frondosas cerca de pinos y abetos, de agosto a diciembre. El hongo está ampliamente distribuido en el noroeste del Pacífico, donde es muy común en bosques de coníferas. El hábitat de la localización tipo eran dunas de arena costeras bajo pinos.
Los estados de EE. UU. en los que se ha recolectado el hongo incluyen Washington, Idaho, Oregón, California y Colorado. El área de distribución del hongo se extiende hacia el norte hasta Canadá, donde se ha encontrado cerca de Victoria, Columbia Británica, en bosques costeros dominados por el abeto Douglas (Pseudotsuga menziesii).